# Daniel Crozes
Pour les articles homonymes, voir Crozes.
 (novembre 2018).
Si vous disposez d'ouvrages ou d'articles de référence ou si vous connaissez des sites web de qualité traitant du thème abordé ici, merci de compléter l'article en donnant les références utiles à sa vérifiabilité et en les liant à la section « Notes et références ».
Daniel Crozes, né le 19 janvier 1958 à Camjac dans l'Aveyron, est un journaliste, historien, romancier, biographe et essayiste français du terroir aveyronnais.

## Biographie
Il est né en 1958 dans une famille d’artisan près de Naucelle à Camjac.
Il est lauréat en 1975, à 17 ans, du concours des jeunes historiens de France, organisé par les Archives de France. Il fait des études supérieures d'histoire à l'Université Toulouse-Jean-Jaurès et sera Docteur en histoire contemporaine en 1985, sa thèse portant sur la Révolution française dans une partie de l'Aveyron qui s'intitule La Révolution en Ségala. Un district de l'Aveyron de 1789 à 1799.
Journaliste à La Dépêche du Midi de 1982 à 1990, il a suivi les dossiers agricoles et le parcours de Raymond Lacombe.
Depuis juillet 1990, Daniel Crozes consacre tout son temps à l'écriture. Il vit et écrit dans son village natal où sa famille est enracinée depuis près de quatre siècles, mais comme les personnages de certains de ses romans, il aime voyager[réf. nécessaire].

« En majorité, les thèmes choisis sont inspirés d'un proche passé ou du présent de l'Aveyron, de la vie et de la destinée de ses hommes. Il a publié trois romans historiques avec la Révolution française en toile de fond avant de prendre les chemins du roman de société à partir de 1994 avec la parution du Pain blanc. Son ambition ? Réaliser une peinture de société (de 1890-1900 à la fin du XXe siècle) à partir d'enquêtes explorant parfois des archives inédites et la presse de l'époque ainsi que de témoignages. Il tient à effectuer pour chacun d'eux un travail de mémoire qui fait appel tout à la fois à sa formation d'historien pour la rigueur de la documentation et à son expérience de journaliste pour recueillir les tranches de vie qu'il utilise ensuite pour bâtir la destinée de ses héros. »

Il est marié avec Honorine Crozes, une femme malgache.

## Œuvres
Chez les Éditions du Rouergue
- La Bête noire, l'aventure du rail en Aveyron depuis 1858, 1986 (album)
- Douze métiers, treize coutumes, 1987 (album)
- Les Feux de la liberté (1789-1793), 1988, (roman)
- La Cloche volée (1793), 1989 (roman)
- Métiers de tradition, coutumes en fête, 1995 essai illustré
- De Corne et d'Acier, l'épopée du couteau de Laguiole, 1990 album - Nid d'or 1990 dans la catégorie Beaux Livres du Syndicat des Industries Graphiques du Grand Sud
- Les Neiges rouges de l'an II (1793-1794), 1991 roman
- Raymond Lacombe. Un combat pour la terre, 1992 biographie
- Les Aveyronnais. L’esprit des conquérants (avec Danielle Magne), 1993 (essai illustré)
- Le Pain blanc, 1994 roman - Prix Mémoire d'Oc 1994 ; rééd. France Loisirs, 1995 ; Pocket, 1997
- Daniel Crozes vous guide en Aveyron, 1994 (guide illustré), édition revue et actualisée sous le titre Le Guide de l'Aveyron
- Le Café de Camille (avec Danielle Magne), 1995 [roman] ; rééd. France Loisirs, 1997 ; Le Livre de poche, 2003 ; Le Rouergue, 2010
- Métiers de tradition, coutumes en fête, 1995 [essai illustré]
- L'Année des Treize lunes, almanach perpétuel, 1996
- Le laguiole, une lame de légende, 1996 [album]
- La Gantière, 1997 [roman] - Prix Lucien Gachon 1998, Prix des Inter-CE (comités d'entreprise) des Pays de la Loire 1998 ; rééd. France Loisirs 1998-1699, Le Livre de Poche 1999
- La Fille de la Ramière, 1998 [roman] ; rééd. Le Livre de poche 2000, France Loisirs 2002
- Ces objets qui nous habitent, 1999 [album]
- Julie, 1999 [roman] ; rééd. France Loisirs 2000-2001, Sélection du Readers Digest 2000, Le Livre de poche 2001
- La Montagne sacrée, 2000 [roman] ; rééd. France Loisirs 2001, Le Livre de poche 2002
- Le Guide de l'Aveyron, 2000 ; rééd. 2004 [guide illustré]
- Le Bal des Gueules Noires, 2001 [roman] - Prix du salon d'Hermillon en Savoie 2002 ; rééd. France Loisirs 2002-2003, Le Livre de Poche 2004
- Ces gens du beau monde, 2002 [roman] ; rééd. France Loisirs 2003, Le Livre de Poche 2005
- Monsieur le Gouverneur, 2003 [roman] ; rééd. France Loisirs 2004, Le Livre de Poche 2005
- L’Alouette, 2004 [roman] ; rééd. France Loisirs 2005
- Le Laguiole. Éloge du couteau, 2005 [album]
- Mademoiselle Laguiole, 2005 [roman]
- L'Aubrac. La belle aux yeux noirs, 2006 [album]
- La Kermesse des célibataires, 2006 [roman]
- Les Chapeaux d’Amélie, 2007 [roman]
- Sentinelles des montagnes. Les Burons de l'Aubrac, des monts du Cantal et du Cézallier 2008, [Album]
- Les 1001 Mots De L'Aveyron, ill. Séverin Millet, 2010 [Dictionnaire et encyclopédie: Expressions rouergates souvent venues de l'occitan]
- L'Héritier (roman), 2010 [Roman]
- Les Bêtes noires, Des chemins de fer dans le Massif Central, 2011
- L'Estofi. Le plat qui venait du froid, [Avec Christian Bernad), 2012
- Le Clan des 12, [Aveyronnais d'ici et d'ailleurs), 2012
- Les 501 proverbes de l'Aveyron, 2013
- La France des métiers. Dans les burons de l'Aubrac (1950-1960), photographies de Jean Ribière, 2013
- La France des métiers. Dans les fermes et les caves de Roquefort (1950-1960), photographies de Jean Ribière, 2013
- Éleveurs. Au temps des champs de foire, photographies de Denis Barrau, 2013
- Une mère à aimer, roman, 2013
- Sécher les couillons. Jurons insultes et autres amabilités. 2014
- Les Barrages des gorges de la Truyère et de la Haute Vallée du Lot, 2014
- La Trilogie de la Révolution, tome 1, Les Feux de la Liberté, 2015 (rééd.)
- La Trilogie de la Révolution, tome 2, La Cloche volée, 2015 (rééd.)
- La Trilogie de la Révolution, tome 3, Les Neiges rouges de l’an II, 2015 (rééd.)
- Un été d'herbes sèches, 2015 roman, Prix Arverne 2016
- André Valadier : L'Aubrac au cœur, Rodez, Editions du Rouergue, 15 février 2017, 341 p. (ISBN 9782812612046)
- Lendemains de Libération, Rodez, Editions du Rouergue, 4 octobre 2017, 373 p. (ISBN 9782812614484)

Autre éditeurs
- La Révolution en Ségala. Un district de l'Aveyron de 1789 à 1799, éd. Pour le Pays d'Oc, 2 volumes, 1986-1987, thèse de doctorat en histoire, préface par Rolande Trempé.
- Une reine aux yeux noirs. Le livre du centenaire de la race d'Aubrac (1894-1994), éd. de l'Union, Aubrac/Rodez, 1994 [essai illustré]
- Je vous écris du bout du monde. Quelques destins aveyronnais, ill. de Daf, coll. Les Petits livres d'Aveyron Magazine, 2002 [récit]
- L’Alouette (édition en gros caractères), Libra Diffusio, Le Mans, 2006 [roman]
- « Terroir. Daniel Crozes raconte son Aveyron », in La Dépêche du Midi du 24 août 2006, p. 17 (photo en couleurs) & 18 (textes & photos en couleurs)

### Collaborations
- Christian Bouchardy (dir.), L'Allier, coll. Rivières et Vallées de France, Editions Privat, 1991
- Jean Montané (dir.), La Forêt landaise, éd. Privat, 1994
- Le Livre d'Olivier Roellinger, éd. du Rouergue, 1994 - Prix du plus beau livre gourmand au salon de Périgueux 1994